# Stanisław Baranek
Stanisław Baranek (XVI w.) – krakowski architekt, budowniczy i mistrz rzemiosła murarskiego związany z Kazimierzem. Budowniczy synagogi Remuh przy ulicy Szerokiej 40[niewiarygodne źródło?].